# 僧伽吒經
《僧伽吒經》，是大乘佛教經典之一，《開元釋教錄》列入五大部外單譯經，共四卷，元魏優禪尼 Ujjenī 國王子月婆首那 Upaśūna 譯。另一譯本翻為《大集會正法經》，共五卷，西天譯經三藏朝奉大夫試鴻臚卿傳法大師臣施護奉 詔譯。